# Parafia Najświętszej Maryi Panny Wspomożenia Wiernych w Oświęcimiu
Parafia Najświętszej Maryi Panny Wspomożenia Wiernych – parafia rzymskokatolicka znajdująca się w Oświęcimiu. Należy do dekanatu Oświęcim diecezji bielsko-żywieckiej. Erygowana w 1952. Jest prowadzona przez księży Salezjanów.
W parafii funkcjonuje sanktuarium Matki Bożej Wspomożenia Wiernych. Obraz, który jest przedmiotem kultu znajduje się w ołtarzu głównym. Świątynia z zewnątrz reprezentuje typowe cechy stylu gotyckiego. Pierwsze jej historyczne ślady prowadzą do XIV wieku kiedy w to miejsce przybył zakon Dominikanów. Świątynia w dużej mierze jest wzorowana na kościołach klasztornych w Krakowie. Przy parafii funkcjonuje chór. Do tego jest oratorium, a więc cały zespół zakonnych szkół: gimnazjum, szkoły średnie i zasadnicze szkoły zawodowe. W wyniku zaniedbań i pożarów dominikanie porzucili klasztor w XIX wieku. Ówczesny biskup krakowski Jan Puzyna wraz z przedstawicielami księstwa oświęcimskiego zdecydowali o sprowadzeniu zakonu Salezjanów, którzy przez ponad 50 lat podnosili średniowieczne obiekty architektoniczne w Oświęcimiu z ruin.